# Пэн (мифология)

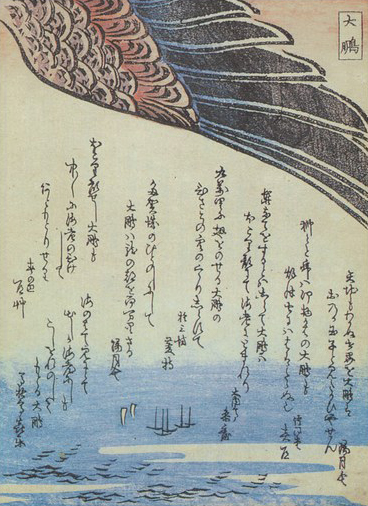
Крыло Пэна (рисунок из Хёка хяку-моногатари, Япония)

Пэн (кит. 鵬) — гигантская птица в древнекитайской мифологии. Впервые упоминается в книге философа Чжуан-цзы (IV век до н. э.), где описано её происхождение от исполинской рыбы Кунь (кит. 鯤) путём метаморфозы. Крылья Пэна подобны дождевым тучам, величина его спины — несколько тысяч ли (более тысячи километров). После превращения Пэн улетает в небесный пруд страны Наньминь («южный мрак»), при этом ветер, поднимающийся от взмаха его крыльев, вздыбливает волны на три тысячи ли (около 1,5 тысяч км). Без отдыха он способен преодолеть 90 тысяч ли (за раз облететь кругом земной шар). Отдыхает же один раз в шесть лун. В сравнительной мифологии Пэн сравнивается с другими гигантскими птицами — Рух и Гарудой, а рыба Кунь — с левиафаном.

## Имя
Китайские логографы для Пэн и Кунь имеют радикал-фонетическую составляющую. Слово «Пэн» (鵬) сочетает в себе птичий радикал (鳥) с фонетическим пэн (朋 — буквально, «друг»); слово «Кунь» сочетает в себе рыбий радикал (魚) с фонетическим кунь (昆 — буквально, «потомство; насекомое»). При этом оба имени связаны с игрой слов: пэн (鵬) в древности был вариантным китайским иероглифом для фэн (鳳) в слове фэнхуан (鳳凰 — «китайский феникс») (около 100 года до н. э., «Шовэнь цзецзы»); кунь (鯤) первоначально означало «рыбья икра, мальки, нерест» (около 200 года до н. э., «Эръя»).
Синонимы Пэна, Дапэн (大鵬 — «большой Пэн») и Дапэн-ниао (大鵬鳥 — «большая птица Пэн»), используются для обозначения в Китае иноземных гигантских мифологических птиц Рух и Гаруды.
Китайцы изначально также использовали слово Пэн в качестве прилагательного, что прослеживается до эпохи правления династии Мин, так, в 1400 году, император Хунъу описывал свою армию, как пэн («великая», буквально — «подобная Пэну»)

## Интерпретации
Лянь[кто?], рассматривая использование образа Пэна в даосской традиции, отмечает что образ птицы Пэн может быть истолкован как символ свободы, и даже как воплощение высшего даосского идеала равенства перспектив, как существо, которое не лучше и не хуже цикад и маленьких птичек, с которыми сравнивается

## Культурное влияние
- Благодаря Чжуан-цзы, птица Пэн стала популярной литературной метафорой. Её образ встречается в книге «Шэнь И-цзин» (神異經) Дунфан Шо (около 160-93 гг. до н. э.), книге «Шуй Цзин-чжу» (水經注) Ли Даоюаня (427/469-527 гг.), поэме в прозе «Дапэн-няо фу» (大鵬鳥賦) Ли Бо (701—762/763 гг.)[4].
- Слово Пэн (鵬) применяется в качестве китайского имени и его носят несколько важных китайских политиков.
- Птица Пэн символизирует «величие; большие перспективы, великие свершения», например, идиома «пэн-чэн-вань-ли» (鵬程萬里, буквально «путешествие Пэна в 10 тысяч ли») означает «наличие светлого/бесконечного будущего».
- После открытия окаменелостей в северо-восточном Китае, китайские палеонтологи использовали имена Пэн и Кунь в названии энанциорнисовой птицы мелового периода Pengornis (пэнорнис), а также птерозавра Kunpengopterus (куньпэноптерус) из семейства унуноптерид.